# Nyugati homlokjegyestücsök
A nyugati homlokjegyestücsök (Modicogryllus frontalis) a valódi tücskök családjába tartozó, Eurázsiában honos tücsökfaj.

## Megjelenése
A nyugati homlokjegyestücsök testhossza a hím esetében 11-12 mm, a nőstény 12-13 mm, ehhez jön még a 6-8 mm-es tojócső. Színe sötétbarna vagy barnásfekete. Teste finoman szőrözött, ettől szürkésen csillog. Fényes fekete fején a szemek között egy vízszintes, vékony, sárgás csík húzódik. A fej hátsó részén további, sorba rendeződő, szabálytalan, világos foltok lehetnek. A szárnyak többnyire kb. a potroh feléig érnek, de néha a végét is elérhetik. A szárny szélei világosabb szürkék. Hátsó szárnyai általában visszafejlődtek, de ritkán túlhaladhatják az elülső szárnyakat is, ekkor a tücsök röpképes. A tojócső egyenes, a legvége lándzsaszerűen kiszélesedik. 
Egyedül a hím nem ciripel, csak ha másik hímmel találkozik vagy nősténynek udvarol. A halk udvarlási ének egy 0,4-0,6 másodpercenként megszakított zizegő hangból áll, amelyet 1-5 hangosabb kattogás szakít meg. A rivalizáló hímek akár 25 syllabusból álló éneket is előadhatnak, amely kétféle syllabusból áll, tiszta hangúból és rövidebb, zajos hangzásúból. 

### Hasonló fajok
Leginkább a bordói tücsökre hasonlít, de az világosabb színű és szárnyai hosszabbak. A házi tücsök jóval világosabb. Az erdei tücsök inkább barna és szemei között nincs jegy.  

## Elterjedése
Eurázsiában honos, Dél-Franciaországtól egészen Mongóliáig. Kelet- és Délkelet-Európában a leggyakoribb. Magyarországon viszonylag ritka, főleg az Alföldön fordul elő. 

## Életmódja
Meleg, száraz, ritkás vegetációjú gyepekben, pusztákon, sziklagyepekben, kőbányákban, szőlőkben, vasúti töltéseken található meg. Éjjel aktív, nappal talajrepedésekben, kövek alatt rejtőzik.       
Kifejlett egyedeivel áprilistól szeptemberig találkozhatunk. A nőstény a talajba rakja petéit, ahol azokból még abban az évben kikelnek a lárvák és vagy végső lárvastádiumban vagy már imágóként áttelelnek. 
Magyarországon nem védett.